# Associação Desportiva Ateneu
Associação Desportiva Ateneu é uma agremiação esportiva brasileira, fundada a 1 de maio de 1947, e sediada na cidade de Montes Claros, no estado de Minas Gerais.

## História
Fundada com o nome de Padre Osmar Futebol Clube e posteriormente Esporte Clube João Rebello, a agremiação é proprietária do Estádio João Rebello, com capacidade para 3,2 mil pessoas.
Já disputou um amistoso contra o Santos Futebol Clube no dia 15 de junho de 1958 e acabou perdendo por 3 a 1.
Em 2003, o departamento de futebol profissional foi desativado, assim como as categorias de base, grande referência do clube para o Norte de Minas desde sua fundação.
Localizado em área nobre de Montes Claros, próximo ao centro comercial da cidade, o estádio João Rebelo, com 200 cadeiras cativas e arquibancadas para 3000 torcedores, desde 2017 recebe obras e benfeitorias com apoio de pequenas empresas privadas, mantendo ativa a sua escolinha social para adolescentes de 13 aos 17 anos. 
Em novembro de 2018, o Ateneu reinaugurou o seu gramado. Agora o Norte de  Minas tem o seu primeiro gramado Padrão FIFA com drenagem perfeita e sistema de irrigação automatizado. As obras do complexo esportivo estão em andamento com a primeira quadra society de grama sintética também já finalizada. O complexo esportivo contará ainda com uma quadra de areia (em fase final) e um ginásio poliesportivo ainda sem data e recursos para execução.
A reforma dos vestiários e parte da arquibancada, a reconstrução das cabines de rádio e televisão, as readequações para atendimento as exigências municipais (AVCB e Vigilância Sanitária) são as prioridades para os próximos meses.
As peneiras das categorias de base - sub-13, sub-15, sub-17 reuniram pouco mais de 400 atletas. As seletivas visam formar as equipes que disputaram o Campeonato Mineiro de 2019 das categorias.
No complexo esportivo serão montadas escolinhas de futebol pagas para crianças e adolescentes dos 5 aos 14 anos. As quadras também serão alugadas nos períodos noturnos. Estas atividades darão receita mínima ao clube para a manutenção das condições básicas do estádio.
O clube mais lembrado do Norte de Minas amarga um enorme dificuldade em encontrar os parceiros que o credenciem a disputar as competições profissionais. A nova diretoria executiva trabalha com a perspectiva de disputar a 3ª Divisão do Campeonato Mineiro no segundo semestre de 2019, regularizando a sua situação junto a Federação Mineira de Futebol, atuando com a equipe de base e se preparando para no ano seguinte, disputar o Campeonato Mineiro Sub-20 e poder enfrentar os grandes clubes do estado.

## Títulos

### Estaduais
- Campeonato Mineiro da Terceira Divisão: (1996 e 1999).[1]